# Radio ROKS
Radio ROKS es una cadena de radio ucraniana de información y música que transmite en Kiev y 26 ciudades del país. También transmite online en Internet.
La base del formato musical es el rock clásico extranjero de los años 70 y 80. En 2009, la compañía TAVR Media se convirtió en propietario de la emisora y relanzó su formato. El público objetivo de Radio ROKS son hombres de entre 25 y 50 años.

## Programación
Programas: Comunicados de Prensa, programa matutino de KAMTUGEZA, secciones musicales (“Rock Weekend”, “Rock Concert”, “Cita de Rock”, “Made in Rock”, “Rock Person”, “New Rock”).
La parte predominante de la programación (hasta el 80%) está ocupada por la música. En 2009, apareció en el aire de la noche un DJ, que ahora es Ilya Yarema (hasta 2017 Sergey Zenin ). La estación de radio transmite varios programas. Desde 2010, la estación de radio transmite el programa de entretenimiento matutino “KAMTUGEZA”. Los presentadores del programa son Sergey Kuzin y Sonya Sotnik. Este es uno de los programas de radio más populares en Ucrania  El programa se desarrolla de siete a diez de la mañana todos los días de la semana. El 1 de septiembre de 2014, el espectáculo comienza con la repetición de una versión rock del himno ucraniano interpretada por Nikita Rubchenko. En la sección "Víctima del rock", cada oyente tiene la oportunidad de poner a prueba los conocimientos del presentador Sergei Kuzin sobre la historia de la música rock. En la sección "Crash Test", los oyentes son puestos a prueba a adivinar un éxito de rock famoso, en una versión modificada.
La estación de radio también tiene programas de artistas ucranianos: "Rock Weekend": cada treinta minutos los fines de semana se transmite una canción de un determinado artista o tema (historia y géneros de la música rock, baladas de rock de diferentes épocas, versiones de éxitos de rock famosos, covers rockeros de pop - hits) con comentarios del presentador. “Cita de rock”: cada sesenta minutos en la emisora se presenta una cita de un artista de rock famoso; “concierto de rock” - todos los fines de semana, el sábado de 10:00 AM a 11:00 AM y repetición el domingo de 8:00 PM a 9:00 PM, se retransmite una grabación del concierto con comentarios del presentador.
A cada hora se emite un segmento noticioso en la emisora de radio. La presentadora del noticiero es Ksenia Vladina.
La estación de radio transmite principalmente composiciones en inglés de artistas extranjeros; un tercio de las canciones en ucraniano.

## Ciudades y frecuencias

### Frecuencias funcionando
- Kiev - 103.6 FM
- Ojtyrka - 100.2 FM
- Vínnitsa - 101.4 FM
- Geníchesk - 105.3 FM
- Dniéper - 90.5 FM
- Zhytómyr - 100.7 FM
- Zaporozhye - 100.8 FM
- Ivano-Frankivsk - 100.9 FM
- Kramatorsk - 101.7 FM
- Kremenchug - 92.3 FM
- Krivói Rog - 104.3 FM
- Kropyvnytskyi - 101.9 FM
- Leópolis - 89.1 FM
- Nizhyn - 96.2 FM
- Nikoláiev - 100.8 FM
- Novovolynsk - 106.8 FM
- Odesa - 90.2 FM
- Pervomaisk - 91.3 FM
- Poltava - 107.8 FM
- Sumy - 89.1 FM
- Ternópil - 103.5 FM
- Jarkov - 89.3 FM
- Jersón - 107.6 FM
- Jmelnitsky - 107.1 FM
- Cherkasy - 102.4 FM
- Chernígov - 107.7 FM

### Antiguas frecuencias
- Talnoye - 105.2 FM. Reemplazado por Radio Ucraniana.[7]
- Evpatoria - 105.9 FM. Reemplazado por Autoradio;[8]
- Simferópol - 91.9 FM. Reemplazado por Radio Máximo.[8]
- Donetsk - 106.8 FM. Reemplazado por Radio Novorossiya Rocks.
- Lugansk - 100.4 FM. Frecuencia cerrada.
- Minero - 104.1 FM. Frecuencia cerrada.
- Mariúpol - 104.6 FM. Reemplazado por Radio KP.

## Enlaces
- Sitio web oficial
- Слушайте Radio ROKS online Archivado el 4 de febrero de 2022 en Wayback Machine.
- Официальное приложение RadioPlayer для смартфонів Archivado el 12 de febrero de 2022 en Wayback Machine.

- Datos: Q12146748